# 912
Évszázadok: 9. század – 10. század – 11. század
Évtizedek: 860-as évek – 870-es évek – 880-as évek – 890-es évek – 900-as évek – 910-es évek – 920-as évek – 930-as évek – 940-es évek – 950-es évek – 960-as évek
Évek: 907 – 908 – 909 – 910 –  911 – 912 – 913 – 914 – 915 – 916 – 917

## Események
- A Halley-üstökös napközelbe kerül.

### Európa
- A magyarok újabb kalandozó hadjáratot indítanak, ezúttal Türingiát és Frankóniát fosztogatják. Az augsburgi vereség és a királyváltás következtében a keleti frankok továbbra sem képesek jelentős ellenállást tanúsítani.
- 45 éves korában meghal Bölcs Leó bizánci császár. Bár igyekezett 6 éves fia, Kónsztantinosz örökösödését biztosítani, az annak törvényessége körüli viták miatt (apja negyedik házasságából született, miközben az ortodox egyház csak egy újraházasodást ismert el) a trónt Leó öccse, Alexandrosz szerzi meg. Az új császár lecseréli elődje tanácsadóit, Kónsztantinosz anyját pedig egy zárdába száműzi. Leváltja Euthümiosz pátriárkát is és visszahívja elődjét, Nikolaosz Müsztikoszt.
- Krétán a császár halálának hírére Himeriosz hadvezér feladja Khandax eredménytelen ostromát és visszahajózik Konstantinápolyba. Útközben Híosz szigeténél egy, Tripoli León vezette szaracén flotta meglepetésszerűen megtámadja és elsüllyeszti hajói nagy részét; Himeriosz alig tud megmenekülni. A fővárosban az új császár lemondatja és egy kolostorba száműzi.
- Meghal Ottó szász herceg. Utóda fia, Madarász Henrik, aki magának követeli Türingiát és fellázad az előző évben megválasztott I. Konrád király ellen. Henriket támogatja Gonosz Arnulf bajor herceg is, akinek azért romlott meg a viszonya a királlyal, mert az nem az ő pártjára állt nagybátyjával, Erchanger sváb herceggel való viszályában.
- Meghal I. Rudolf, Felső-Burgundia királya. Utóda fia, II. Rudolf.
- Velencében az előző évben meghalt Pietro Tribuno helyére II. Orso Participaziót választják dózsénak. Orso konstantinápolyi követségbe küldi a fiát, Pietrót, őt azonban a visszaúton Mihailo Višević zahumljei fejedelem elfogja és átadja hűbérurának, Simeon bolgár fejedelemnek. Pietrót később váltságdíjért szabadon engedik.
- Eduárd angolszász király bevonul a vikingek által uralt Essexbe és erődöket épít London védelmére.
- II. Ordoño leóni király megtámadja a muszlimokat, kifosztja Méridát és Évorát és hadisarcot követel a kormányzótól.
- 68 éves korában meghal Abdullah córdobai emír. Utóda unokája, III. Abd al-Rahmán.
- Meghal Oleg kijevi fejedelem. Utódja Rurik fia, Igor.
- Először említik Oxfordot.

### Kína
- Csu Vent, a Kései Liang-dinasztia császárát saját fia, Csu Ju-kuj meggyilkolja és elfoglalja a trónját.

## Születések
- november 23. – I. Ottó, német-római császár
- II. Alberic, spoletói herceg
- II. Niképhorosz, bizánci császár

## Halálozások
- április 6. – Notker Balbulus, bencés szerzetes, költő, zeneszerző
- május 12. – VI. (Bölcs) Leó bizánci császár
- július 18. – Csu Ven, a kínai Kései Liang-dinasztia császára
- október 25. – I. Rudolf, felső-burgundiai király
- november 30. – I. Ottó, szász herceg
- Abdullah, córdobai emír
- Ibn Hordadbeh, perzsa geográfus
- Oleg, kijevi fejedelem

## Fordítás
- Ez a szócikk részben vagy egészben  a(z)   812 című angol Wikipédia-szócikk ezen változatának fordításán alapul.  Az eredeti cikk szerkesztőit annak laptörténete sorolja fel. Ez a jelzés csupán a megfogalmazás eredetét és a szerzői jogokat jelzi, nem szolgál a cikkben szereplő információk forrásmegjelöléseként.